# Anthocoridae
Anthocoridae é uma família de heterópteros da superfamilia Cimicoidea cuja maioria das espécies são de pequenas dimensões, atingindo no máximo poucos milímetros de comprimento. A maioria das espécies é predadora.

## Lista de géneros
A família Anthocoridae inclui os seguintes géneros:
- Acompocoris Reuter, 1875
- Alofa Herring, 1976
- Amphiareus Distant, 1904
- Anthocoris Fallen, 1814
- Calliodis Reuter, 1871
- Cardiastethus Fieber, 1860
- Coccivora Mcatee y Malloch, 1925
- Dufouriellus Kirkaldy, 1906
- Elatophilus Reuter, 1884
- Lasiochilus Reuter, 1871
- Lyctocoris Hahn, 1836
- Macrothacheliella Champion, 1955
- Melanocoris Champion, 1900
- Nidicola Harris y Drake, 1941
- Orius Wolff, 1811
- Paratriphleps Champion, 1900
- Physopleurella Reuter, 1884
- Plochiocoris Champion, 1900
- Scoloposcelis Fieber, 1864
- Solenonotus Reuter, 1871
- Temnostethus Fieber, 1860
- Tetraphleps Fieber, 1860
- Xylocoris Dufour, 1831